# Campeonato de Primera División 2009-10 (Argentina)
El Campeonato de Primera División 2009-10 fue la octogésima temporada de la era profesional de la Primera División del fútbol argentino. El Torneo Apertura 2009 inició la disputa, que concluyó en el primer semestre del año siguiente, con el Torneo Clausura 2010. Cada certamen consagró a su propio campeón.
Los nuevos participantes fueron los dos equipos ascendidos de la Primera B Nacional 2008-09: Atlético Tucumán, que participó por primera vez de los certámenes regulares de la categoría, en la que estuvo presente por última vez en la temporada 1984; y Chacarita Juniors, que volvió a Primera División tras cinco años.
Al concluir la primera parte, se definieron a los últimos clasificados para la Copa Libertadores 2010; y al finalizar el certamen, se establecieron los equipos que clasificaron a la Copa Sudamericana 2010, y el primer clasificado a la Copa Libertadores 2011.
Por otra parte, se produjeron dos descensos por el sistema de promedios a la Primera B Nacional, y se determinaron además a los dos equipos que disputaron la promoción.
Cabe destacar que el inicio del campeonato se postergó una semana con respecto a la fecha original prevista, debido a la crisis económica que afrontaban varios de los clubes, que les adeudaban salarios a sus jugadores. Esta crisis derivó en un replanteo por parte de la AFA sobre los ingresos por la televisación de los partidos, tras lo cual decidió romper el contrato con la empresa propietaria de los derechos y crear uno nuevo por diez años con el gobierno nacional, para proveer una emisión gratuita a través del canal estatal.

## Ascensos y descensos
| Pos. | Equipos ascendidos de la B Nacional 2008-09 |
| ---- | ------------------------------------------- |
| 1.º  | Atlético Tucumán                            |
| 2.º  | Chacarita Juniors                           |

| Prom. | Equipos descendidos en la temporada 2008-09 |
| ----- | ------------------------------------------- |
| 19.º  | San Martín (T)                              |
| 20.º  | Gimnasia y Esgrima (J)                      |

## Sistema de disputa
Cada fase del campeonato fue un torneo independiente, llamados respectivamente Apertura y Clausura. Se jugaron en una sola rueda de todos contra todos, siendo la segunda las revanchas de la primera, y tuvieron su propio campeón.

## Equipos
| Equipo             | Ciudad                | Estadio                    | Capacidad |
| ------------------ | --------------------- | -------------------------- | --------- |
| Argentinos Juniors | Buenos Aires          | Diego Armando Maradona     | 24 800    |
| Arsenal            | Sarandí               | Julio Humberto Grondona    | 16 000    |
| Atlético Tucumán   | San Miguel de Tucumán | Monumental José Fierro     | 32 700    |
| Banfield           | Banfield              | Florencio Sola             | 34 901    |
| Boca Juniors       | Buenos Aires          | Alberto J. Armando         | 49 000    |
| Colón              | Santa Fe              | Brigadier Estanislao López | 32 500    |
| Chacarita Juniors  | Villa Maipú           | Chacarita Juniors          | 25 000    |
| Estudiantes        | La Plata              | Centenario                 | 30 200    |
| Gimnasia y Esgrima | La Plata              | Juan Carmelo Zerillo       | 21 500    |
| Godoy Cruz         | Godoy Cruz            | Malvinas Argentinas        | 40 268    |
| Huracán            | Buenos Aires          | Tomás Adolfo Ducó          | 48 314    |
| Independiente      | Avellaneda            | Libertadores de América    | 32 000    |
| Lanús              | Lanús                 | Ciudad de Lanús            | 46 619    |
| Newell's Old Boys  | Rosario               | Marcelo Bielsa             | 38 095    |
| Racing Club        | Avellaneda            | Presidente Perón           | 51 389    |
| River Plate        | Buenos Aires          | Antonio Vespucio Liberti   | 65 645    |
| Rosario Central    | Rosario               | Gigante de Arroyito        | 41 654    |
| San Lorenzo        | Buenos Aires          | Pedro Bidegain             | 43 963    |
| Tigre              | Victoria              | José Dellagiovanna         | 32 250    |
| Vélez Sarsfield    | Buenos Aires          | José Amalfitani            | 49 540    |

### Distribución geográfica de los equipos
| Región                 | Cant. | Equipos                                                                               |
| ---------------------- | ----- | ------------------------------------------------------------------------------------- |
| Conurbano bonaerense   | 7     | Arsenal, Banfield, Chacarita Juniors, Independiente, Lanús, Racing Club y Tigre       |
| Ciudad de Buenos Aires | 6     | Argentinos Juniors, Boca Juniors, Huracán, River Plate, San Lorenzo y Vélez Sarsfield |
| Provincia de Santa Fe  | 3     | Colón, Newell's Old Boys y Rosario Central                                            |
| Ciudad de La Plata     | 2     | Estudiantes y Gimnasia y Esgrima                                                      |
| Provincia de Mendoza   | 1     | Godoy Cruz                                                                            |
| Provincia de Tucumán   | 1     | Atlético Tucumán                                                                      |

## Torneo Apertura

### Tabla de posiciones final
| Pos. | Equipo                  | Pts. | PJ | PG | PE | PP | GF | GC | Dif. |
| ---- | ----------------------- | ---- | -- | -- | -- | -- | -- | -- | ---- |
| 1.º  | Banfield                | 41   | 19 | 12 | 5  | 2  | 25 | 11 | 14   |
| 2.º  | Newell's Old Boys       | 39   | 19 | 12 | 3  | 4  | 26 | 15 | 11   |
| 3.º  | Colón                   | 34   | 19 | 10 | 4  | 5  | 27 | 16 | 11   |
| 4.º  | Independiente           | 34   | 19 | 10 | 4  | 5  | 30 | 20 | 10   |
| 5.º  | Vélez Sarsfield         | 34   | 19 | 10 | 4  | 5  | 29 | 21 | 8    |
| 6.º  | Argentinos Juniors      | 32   | 19 | 8  | 8  | 3  | 29 | 20 | 9    |
| 7.º  | San Lorenzo             | 32   | 19 | 9  | 5  | 5  | 28 | 20 | 8    |
| 8.º  | Estudiantes (LP)        | 31   | 19 | 9  | 4  | 6  | 28 | 19 | 9    |
| 9.º  | Lanús                   | 31   | 19 | 8  | 7  | 4  | 26 | 17 | 9    |
| 10.º | Rosario Central         | 31   | 19 | 8  | 7  | 4  | 21 | 14 | 7    |
| 11.º | Boca Juniors            | 27   | 19 | 7  | 6  | 6  | 28 | 24 | 4    |
| 12.º | Arsenal                 | 27   | 19 | 7  | 6  | 6  | 20 | 24 | −4   |
| 13.º | Atlético Tucumán        | 22   | 19 | 6  | 4  | 9  | 24 | 32 | −8   |
| 14.º | River Plate             | 21   | 19 | 5  | 6  | 8  | 23 | 26 | −3   |
| 15.º | Chacarita Juniors       | 19   | 19 | 5  | 4  | 10 | 18 | 25 | −7   |
| 16.º | Racing Club             | 17   | 19 | 4  | 5  | 10 | 17 | 26 | −9   |
| 17.º | Godoy Cruz              | 16   | 19 | 3  | 7  | 9  | 18 | 28 | −10  |
| 18.º | Gimnasia y Esgrima (LP) | 13   | 19 | 3  | 4  | 12 | 16 | 29 | −13  |
| 19.º | Huracán                 | 11   | 19 | 2  | 5  | 12 | 12 | 34 | −22  |
| 20.º | Tigre                   | 8    | 19 | 2  | 2  | 15 | 18 | 42 | −24  |

|  | Campeón. Clasificó a la segunda fase de la Copa Libertadores 2010. |

|  |

## Tabla general del año 2009
Esta tabla fue utilizada como clasificatoria para la Copa Libertadores 2010.
Argentina tuvo 6 cupos en la competición. Los 4 primeros, que clasificaron a la segunda fase, fueron para Estudiantes de La Plata (como campeón de la edición 2009), el campeón del Torneo Clausura 2009, el campeón del Torneo Apertura 2009, y el mejor ubicado en esta tabla. Los 2 cupos restantes, que clasificaron a la primera fase, fueron para el segundo y el tercero mejor ubicado de esta tabla.
| Pos. | Equipo                  | Cl 09 | Ap 09 | Pts. | PJ | PG | PE | PP | GF | GC | Dif. |
| ---- | ----------------------- | ----- | ----- | ---- | -- | -- | -- | -- | -- | -- | ---- |
| 1.º  | Vélez Sarsfield         | 40    | 34    | 74   | 38 | 21 | 11 | 6  | 58 | 34 | 24   |
| 2.º  | Lanús                   | 38    | 31    | 69   | 38 | 20 | 9  | 9  | 58 | 43 | 15   |
| 3.º  | Colón                   | 34    | 34    | 68   | 38 | 20 | 8  | 10 | 56 | 35 | 21   |
| 4.º  | Banfield                | 23    | 41    | 64   | 38 | 18 | 10 | 10 | 50 | 36 | 14   |
| 5.º  | Estudiantes (LP)        | 29    | 31    | 60   | 38 | 17 | 9  | 12 | 50 | 37 | 13   |
| 6.º  | Newell's Old Boys       | 21    | 39    | 60   | 38 | 16 | 12 | 10 | 47 | 37 | 10   |
| 7.º  | San Lorenzo             | 24    | 32    | 56   | 38 | 16 | 8  | 14 | 55 | 46 | 9    |
| 8.º  | Rosario Central         | 25    | 31    | 56   | 38 | 15 | 11 | 12 | 44 | 35 | 9    |
| 9.º  | Independiente           | 21    | 34    | 55   | 38 | 16 | 7  | 15 | 52 | 56 | –4   |
| 10.º | Boca Juniors            | 22    | 27    | 49   | 38 | 13 | 10 | 15 | 50 | 49 | 1    |
| 11.º | Huracán                 | 38    | 11    | 49   | 38 | 14 | 7  | 17 | 47 | 53 | –6   |
| 12.º | River Plate             | 27    | 21    | 48   | 38 | 12 | 12 | 14 | 47 | 51 | –4   |
| 13.º | Argentinos Juniors      | 15    | 32    | 47   | 38 | 10 | 17 | 11 | 48 | 52 | –4   |
| 14.º | Racing Club             | 30    | 17    | 47   | 38 | 12 | 11 | 15 | 40 | 47 | –7   |
| 15.º | Arsenal                 | 18    | 27    | 45   | 38 | 11 | 12 | 15 | 39 | 54 | –15  |
| 16.º | Godoy Cruz              | 26    | 16    | 42   | 38 | 10 | 12 | 16 | 41 | 54 | –13  |
| 17.º | Gimnasia y Esgrima (LP) | 28    | 13    | 41   | 38 | 10 | 11 | 17 | 39 | 50 | –11  |
| 18.º | Tigre                   | 23    | 8     | 31   | 38 | 8  | 7  | 23 | 42 | 67 | –25  |
| 19.º | Atlético Tucumán        | –     | 22    | 22   | 19 | 6  | 4  | 9  | 24 | 32 | –8   |
| 20.º | Chacarita Juniors       | –     | 19    | 19   | 19 | 5  | 4  | 10 | 18 | 25 | –7   |

|  | Campeón de la Copa Libertadores 2009.                                     |
|  | Campeones, y clasificados a la segunda fase de la Copa Libertadores 2010. |
|  | Clasificado a la segunda fase de la Copa Libertadores 2010.               |
|  | Clasificados a la primera fase de la Copa Libertadores 2010.              |

| 1. 2. 3. |

## Torneo Clausura

### Tabla de posiciones final
| Pos. | Equipo                  | Pts. | PJ | PG | PE | PP | GF | GC | Dif. |
| ---- | ----------------------- | ---- | -- | -- | -- | -- | -- | -- | ---- |
| 1.º  | Argentinos Juniors      | 41   | 19 | 12 | 5  | 2  | 35 | 23 | 12   |
| 2.º  | Estudiantes (LP)        | 40   | 19 | 12 | 4  | 3  | 33 | 14 | 19   |
| 3.º  | Godoy Cruz              | 37   | 19 | 11 | 4  | 4  | 28 | 14 | 14   |
| 4.º  | Independiente           | 34   | 19 | 10 | 4  | 5  | 25 | 18 | 7    |
| 5.º  | Banfield                | 32   | 19 | 9  | 5  | 5  | 24 | 16 | 8    |
| 6.º  | Newell's Old Boys       | 30   | 19 | 8  | 6  | 5  | 32 | 18 | 14   |
| 7.º  | Lanús                   | 29   | 19 | 8  | 5  | 6  | 25 | 23 | 2    |
| 8.º  | Racing Club             | 29   | 19 | 9  | 2  | 8  | 21 | 22 | −1   |
| 9.º  | Vélez Sarsfield         | 27   | 19 | 7  | 6  | 6  | 25 | 20 | 5    |
| 10.º | Huracán                 | 26   | 19 | 7  | 5  | 7  | 21 | 22 | −1   |
| 11.º | Tigre                   | 24   | 19 | 7  | 3  | 9  | 28 | 26 | 2    |
| 12.º | Gimnasia y Esgrima (LP) | 24   | 19 | 6  | 6  | 7  | 21 | 29 | −8   |
| 13.º | River Plate             | 22   | 19 | 6  | 4  | 9  | 16 | 21 | −5   |
| 14.º | Colón                   | 21   | 19 | 4  | 9  | 6  | 20 | 32 | −12  |
| 15.º | San Lorenzo             | 20   | 19 | 6  | 2  | 11 | 16 | 21 | −5   |
| 16.º | Boca Juniors            | 20   | 19 | 5  | 5  | 9  | 28 | 35 | −7   |
| 17.º | Rosario Central         | 19   | 19 | 3  | 10 | 6  | 12 | 19 | −7   |
| 18.º | Arsenal                 | 19   | 19 | 5  | 4  | 10 | 19 | 33 | −14  |
| 19.º | Chacarita Juniors       | 13   | 19 | 4  | 1  | 14 | 22 | 33 | −11  |
| 20.º | Atlético Tucumán        | 13   | 19 | 1  | 10 | 8  | 14 | 26 | −12  |

|  | Campeón. Clasificó a la segunda fase de la Copa Libertadores 2011. |

|  |

## Tabla de posiciones del campeonato 2009-10
Esta tabla fue utilizada como clasificatoria para la Copa Sudamericana 2010. Los 6 equipos mejor ubicados en ella clasificaron a la competición.
| Pos. | Equipo                  | Pts. | PJ | PG | PE | PP | GF | GC | Dif. |
| ---- | ----------------------- | ---- | -- | -- | -- | -- | -- | -- | ---- |
| 1.º  | Banfield                | 73   | 38 | 21 | 10 | 7  | 49 | 27 | 22   |
| 2.º  | Argentinos Juniors      | 73   | 38 | 20 | 13 | 5  | 64 | 43 | 21   |
| 3.º  | Estudiantes (LP)        | 71   | 38 | 21 | 8  | 9  | 61 | 33 | 28   |
| 4.º  | Newell's Old Boys       | 69   | 38 | 20 | 9  | 9  | 58 | 33 | 25   |
| 5.º  | Independiente           | 68   | 38 | 20 | 8  | 10 | 55 | 38 | 17   |
| 6.º  | Vélez Sarsfield         | 61   | 38 | 17 | 10 | 11 | 54 | 41 | 13   |
| 7.º  | Lanús                   | 60   | 38 | 16 | 12 | 10 | 51 | 40 | 11   |
| 8.º  | Colón                   | 55   | 38 | 14 | 13 | 11 | 47 | 48 | −1   |
| 9.º  | Godoy Cruz              | 53   | 38 | 14 | 11 | 13 | 46 | 42 | 4    |
| 10.º | San Lorenzo             | 52   | 38 | 15 | 7  | 16 | 44 | 41 | 3    |
| 11.º | Rosario Central         | 50   | 38 | 11 | 17 | 10 | 33 | 33 | 0    |
| 12.º | Boca Juniors            | 47   | 38 | 12 | 11 | 15 | 56 | 59 | −3   |
| 13.º | Racing Club             | 46   | 38 | 13 | 7  | 18 | 38 | 48 | −10  |
| 14.º | Arsenal                 | 46   | 38 | 12 | 10 | 16 | 39 | 57 | −18  |
| 15.º | River Plate             | 43   | 38 | 11 | 10 | 17 | 39 | 47 | −8   |
| 16.º | Gimnasia y Esgrima (LP) | 37   | 38 | 9  | 10 | 19 | 37 | 58 | −21  |
| 17.º | Huracán                 | 37   | 38 | 9  | 10 | 19 | 33 | 56 | −23  |
| 18.º | Atlético Tucumán        | 35   | 38 | 7  | 14 | 17 | 38 | 58 | −20  |
| 19.º | Chacarita Juniors       | 32   | 38 | 9  | 5  | 24 | 40 | 58 | −18  |
| 20.º | Tigre                   | 32   | 38 | 9  | 5  | 24 | 46 | 68 | −22  |

|  | Clasificados a la Copa Sudamericana 2010. |

|  |

## Tabla de promedios
| Pos. | Equipo                  | Promedio | 2007-08 | 2008-09 | 2009-10 | Total | PJ  |
| ---- | ----------------------- | -------- | ------- | ------- | ------- | ----- | --- |
| 1.º  | Estudiantes (LP)        | 1,728    | 69      | 57      | 71      | 197   | 114 |
| 2.º  | Lanús                   | 1,675    | 56      | 75      | 60      | 191   | 114 |
| 3.º  | Vélez Sarsfield         | 1,631    | 59      | 66      | 61      | 186   | 114 |
| 4.º  | San Lorenzo             | 1,570    | 64      | 63      | 52      | 179   | 114 |
| 5.º  | Boca Juniors            | 1,561    | 70      | 61      | 47      | 178   | 114 |
| 6.º  | Newell's Old Boys       | 1,552    | 56      | 52      | 69      | 177   | 114 |
| 7.º  | Banfield                | 1,517    | 54      | 46      | 73      | 173   | 114 |
| 8.º  | Argentinos Juniors      | 1,508    | 61      | 38      | 73      | 172   | 114 |
| 9.º  | Independiente           | 1,456    | 59      | 39      | 68      | 166   | 114 |
| 10.º | Colón                   | 1,377    | 45      | 57      | 55      | 157   | 114 |
| 11.º | Godoy Cruz              | 1,342    | –       | 49      | 53      | 102   | 76  |
| 12.º | River Plate             | 1,315    | 66      | 41      | 43      | 150   | 114 |
| 13.º | Tigre                   | 1,315    | 56      | 62      | 32      | 150   | 114 |
| 14.º | Huracán                 | 1,289    | 52      | 58      | 37      | 147   | 114 |
| 15.º | Arsenal                 | 1,254    | 51      | 46      | 46      | 143   | 114 |
| 16.º | Racing Club             | 1,210    | 40      | 52      | 46      | 138   | 114 |
| 17.º | Rosario Central         | 1,149    | 41      | 40      | 50      | 131   | 114 |
| 18.º | Gimnasia y Esgrima (LP) | 1,122    | 36      | 55      | 37      | 128   | 114 |
| 19°  | Atlético Tucumán        | 0,921    | –       | –       | 35      | 35    | 38  |
| 20.º | Chacarita Juniors       | 0,842    | –       | –       | 32      | 32    | 38  |

|  | Jugaron las promociones con equipos de la Primera B Nacional. |
|  | Descendieron a la Primera B Nacional.                         |

## Promociones
| All Boys                                                    | 1 - 1 | Rosario Central | Islas Malvinas      | 19 de mayo | 14:10 |
| Rosario Central                                             | 0 - 3 | All Boys        | Gigante de Arroyito | 23 de mayo | 15:10 |
| All Boys ascendió a Primera División con un global de 4 - 1 |       |                 |                     |            |       |

| Atlético de Rafaela                                                               | 1 - 0 | Gimnasia y Esgrima (LP) | Nuevo Monumental     | 19 de mayo | 21:10 |
| Gimnasia y Esgrima (LP)                                                           | 3 - 1 | Atlético de Rafaela     | Juan Carmelo Zerillo | 23 de mayo | 16:10 |
| Gimnasia y Esgrima La Plata permaneció en Primera División con un global de 3 - 2 |       |                         |                      |            |       |

## Descensos y ascensos
Al concluir la temporada, se produjeron tres descensos a la Primera B Nacional. Chacarita Juniors y Atlético Tucumán perdieron la categoría de manera directa por tener los dos peores promedios, siendo reemplazados para la temporada 2010-11 por Olimpo y Quilmes. Por su parte, Rosario Central perdió la promoción frente a All Boys, que pasó a ocupar su lugar.